# 메이즈 러너: 데스 큐어
《메이즈 러너: 데스 큐어》(영어: Maze Runner: The Death Cure)는 2018년 공개된 미국의 SF 액션 스릴러 영화이다. 제임스 대시너의 소설 《데스 큐어》를 원작으로 하며, 《메이즈 러너 영화 시리즈》의 세번째 작품이자 마지막 작품이다. 웨스 볼이 감독을 맡았다.

## 출연
- 딜런 오브라이언 - 토머스 역
- 토머스 브로디생스터 - 뉴트 역
- 카야 스코델라리오 - 트리사 역
- 이기홍 - 민호 역
- 로사 살라자르 - 브렌다 역
- 잔카를로 에스포지토 - 호르헤 역
- 에이던 길런 - 잰슨 역
- 퍼트리샤 클라크슨 - 아바 페이지 역
- 윌 폴터 - 갤리 역
- 덱스터 다든 - 프라이팬 역
- 월턴 고긴스 - 로렌스 역
- 배리 페퍼 - 빈스 역
- 캐서린 맥나마라 - 소냐 역
- 내털리 이매뉴얼 - 해리엇 역
- 제이컵 로플랜드 - 에어리스 역
- 딜란 스미스 - 재스퍼 역
- 폴 라젠비 - 경호원 역
- 그렉 크릭 - 공동 수행자 역
- 제이크 커랜 - WKCD 중위 역